# Parque Estadual da Serra Negra
O Parque Estadual da Serra Negra, está localizado no município de Itamarandiba-MG.Trata-se de uma das unidades de conservação do Estado de Minas Gerais. 